# Caesia capensis
Caesia capensis là một loài thực vật có hoa trong họ Thích diệp thụ. Loài này được (Bolus) Oberm. miêu tả khoa học đầu tiên năm 1973.